# Discos en català publicats el 2008
Aquestos són els discos i treballs musicals en català publicats al llarg de l'any 2008, classificats per ordre alfabètic.
| Disc                                        | Grup o cantant | Discogràfica           | Comentari                                                                       |
| ------------------------------------------- | -------------- | ---------------------- | ------------------------------------------------------------------------------- |
| Campistraus                                 | Campistraus    |                        | [ 1 ]                                                                           |
| En blanc                                    | Nour           |                        | Publicat al mes d'octubre de 2008. Cançons en àrab, castellà, anglès i castellà |
| L'obligació de ser algú                     | La Brigada     | Outstanding Records    | Publicat al mes d'abril de 2008                                                 |
| Les cançons tel·lúriques                    | Roger Mas      | K Indústria            |                                                                                 |
| Les minves de gener                         | Guillamino     | Bankrobber             |                                                                                 |
| Narcís Perich i la Caravana de la Bona Sort | Narcís Perich  | Audiovisuals de Sarrià |                                                                                 |